# Mark Dragunski
Mark Dragunski, född 22 december 1970 i Recklinghausen, är en tysk handbollstränare och tidigare handbollsspelare (mittsexa). Han är 2,14 meter lång. Som spelare ingick han i det tyska lag som tog OS-silver 2004 i Aten.